# Rhagonycha yunnana
Rhagonycha yunnana es una especie de coleóptero de la familia Cantharidae.

## Distribución geográfica
Habita en Yunnan (China).